# Inula helenium
La elecampana, énula o helenio (Inula helenium) es una planta compuesta perenne común en muchos lugares de Gran Bretaña, y presente por todo el sur y el centro de Europa, así como en Asia hasta incluso en el Himalaya.

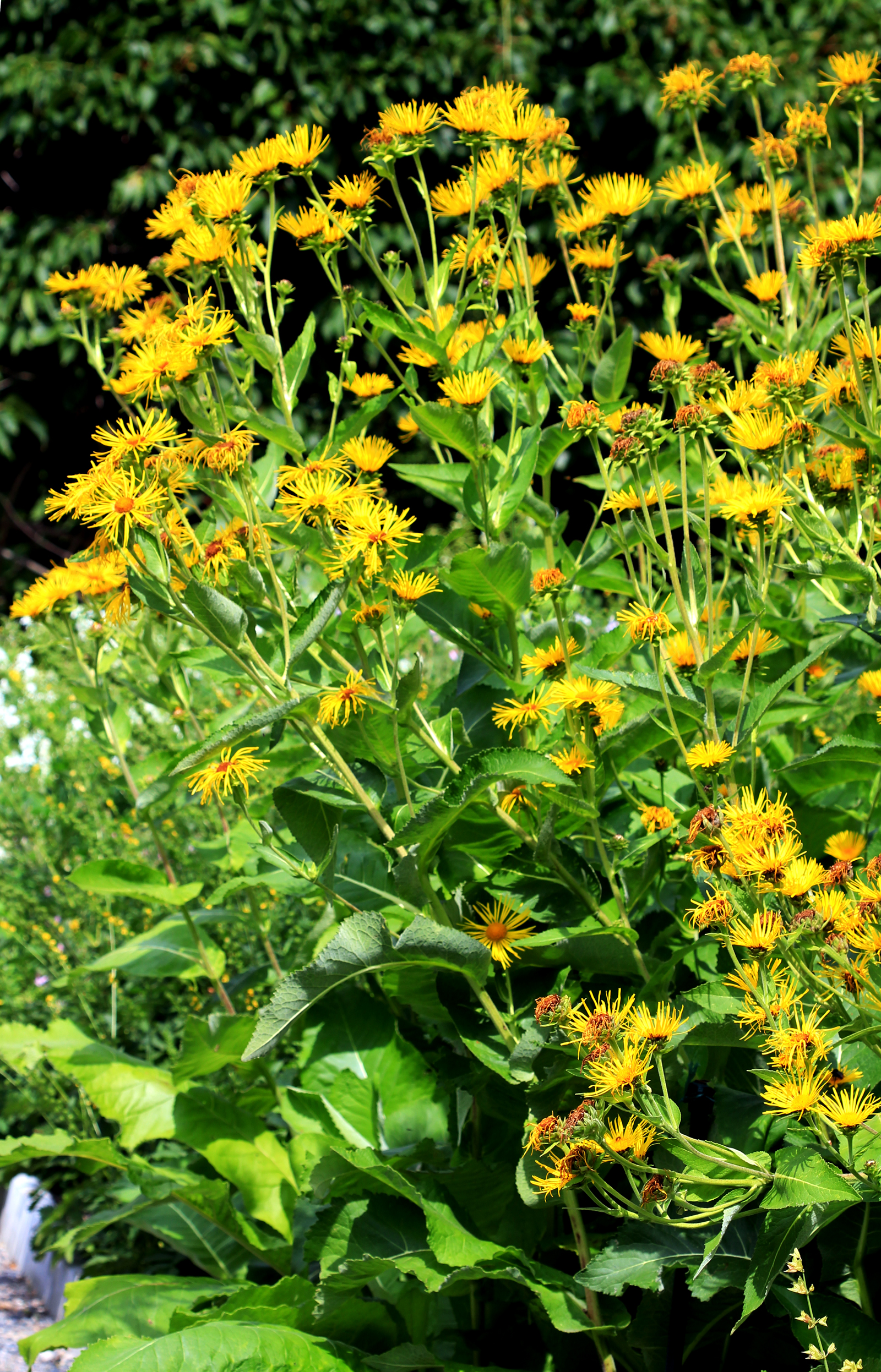
Inula helenium
plantas

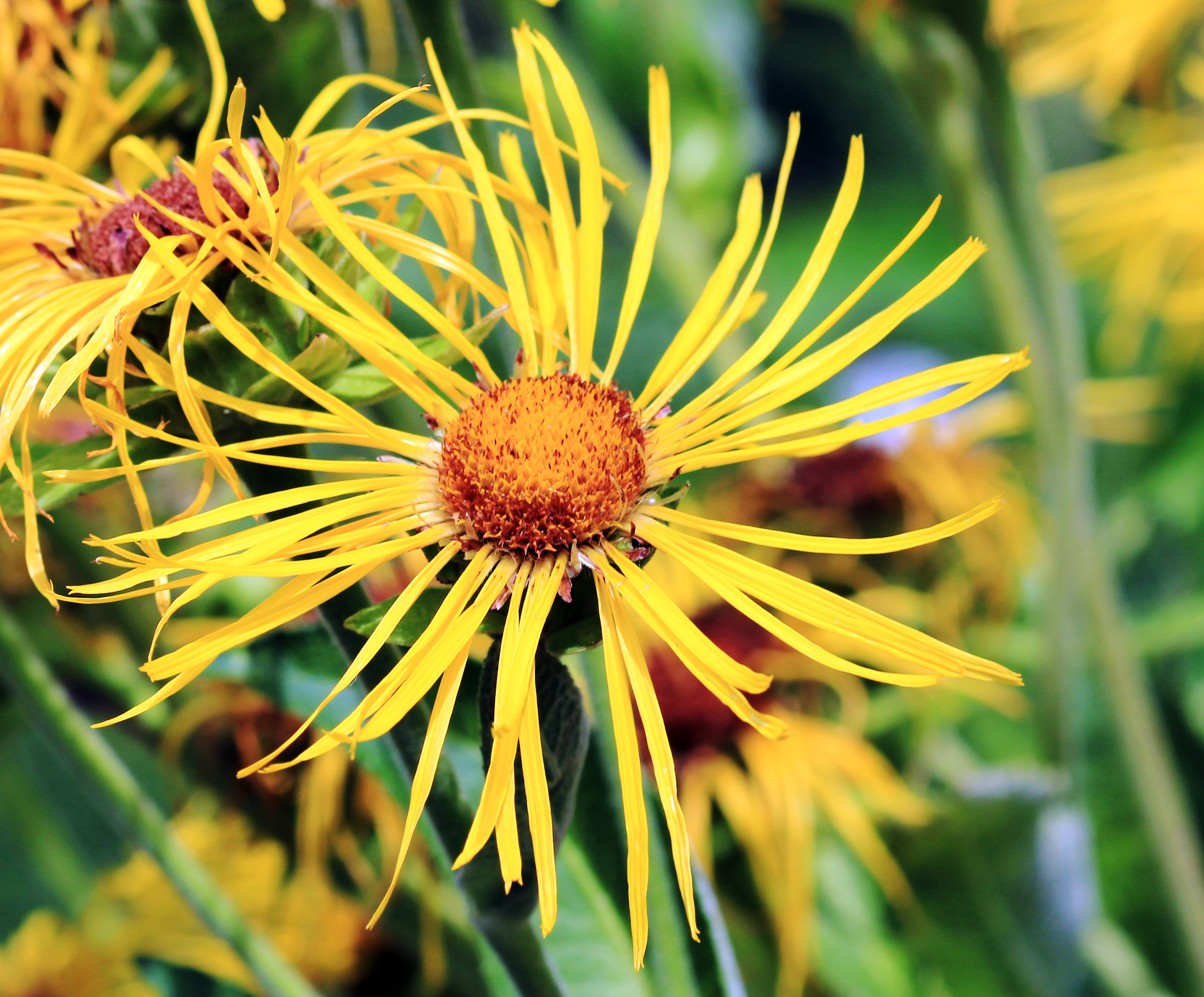
Inula helenium
flores

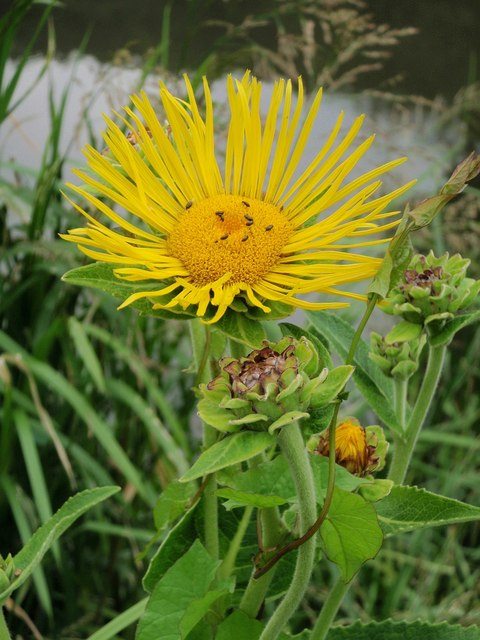
Inula helenium
inflorescencia

## Descripción
Es una hierba bastante rígida, cuyo tallo alcanza una altura de metro a metro y medio. Sus hojas son largas y dentadas, pedunculadas las más bajas y rodeando el tallo las demás. Sus flores son amarillas, de unos 5 cm de ancho, y tienen muchos pétalos largos, cada uno de ellos con tres muescas en su punta. La raíz es gruesa, bifurcada y mucilaginosa, contando con un sabor amargo y un olor alcanforardo.

## Propiedades
Para fines medicinales deben usarse plantas de no más de dos o tres años. Además de inulina (C12H20O10), un carbohidrato de reserva junto con el almidón, la raíz contiene helenina (C6H8O), un estearopteno que puede ser procesado para obtener cristales acidulares, insolubles en agua pero solubles libremente en alcohol. Cuando se libera del inula-alcanfor mediante cristalización repetida del alcohol, la helenina funde a 110 °C. Los antiguos usaron la raíz como medicina y como condimento, y en Inglaterra tuvo una gran reputación como tónico aromático y estimulante de los órganos secretores. Como droga, sin embargo, actualmente se recurre a la raíz en contadas ocasiones, salvo en la práctica veterinaria, aunque indudablemente posee propiedades antisépticas.

## Usos
En Francia y Suiza se usó en la fabricación de absenta.

## Folclore
El nombre específico de la planta, helenium, procede de Helena de Troya, de cuyas lágrimas derramadas se decía que brotó. Era sagrada para los antiguos celtas, y una vez tuvo el nombre de elfwort.

## Herborística
John Gerard recomendaba la énula para «la falta de aliento». Los herboristas actuales la prescriben como expectorante y para la retención de líquidos. También se afirma que tiene propiedades antisépticas. Tuvo una aplicación minoritaria como tónico y para provocar la menstruación.

## Taxonomía
Inula helenium fue descrita por Carlos Linneo y publicado en Species Plantarum 2: 881. 1753.
Etimología
Inula: nombre genérico que deriva de una palabra similar latína utilizada por los romanos para indicar precisamente a estas plantas. Otros autores proponen otra etimología: una derivación de una palabra griega enàein (= purificar) al referirse a las supuestas propiedades medicinales de algunas plantas de este tipo.
helenium: epíteto que se dice fue nombrado por Linneo por Helena de Troya, porque según la leyenda. estas flores brotaron de la tierra donde se suponía que cayeron sus lágrimas.
Sinonimia
- Aster helenium (L.) Scop.
- Aster officinalis All.
- Corvisartia helenium (L.) Mérat
- Helenium grandiflorum Gilib.
- Inula orgyalis Boiss.[5]

## Nombre común
- Castellano: ala (8), alaní (2), campana (2), el-ala, enula (2), enula campana, helenio (5), helenioç, hierba campana, hierba de la campana, hierba del ala (4), hierba del moro (2), inula campana, raíz del moro, yerba campana (2), yerba del moro (2), énula (2), énula campana (7), énula campanula, ínula.(el número entre paréntesis indica las especies que tienen el mismo nombre en España)[6]